# Last Mountain Lake
Last Mountain Lake är en sjö i Kanada.   Den ligger i provinsen Saskatchewan, i den sydöstra delen av landet, 2 300 km väster om huvudstaden Ottawa. Last Mountain Lake ligger 488 meter över havet. Arean är 2,3 kvadratkilometer.
Trakten runt Last Mountain Lake består till största delen av jordbruksmark. Trakten runt Last Mountain Lake är nära nog obefolkad, med mindre än två invånare per kvadratkilometer.